# Ernesto Meléndez

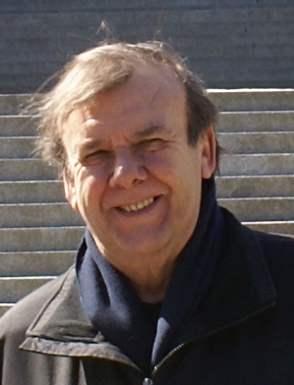
Ernesto Meléndez

Ernesto Meléndez Bachs (* 27. Juni 1939 in Barcelona, Spanien; † 22. Februar 2010) war ein kubanischer Revolutionär, Diplomat und Politiker.

## Biografie
Nach dem Ende der Kubanischen Revolution am 1. Januar 1959 wurde Meléndez, der Mitglied der Kommunistischen Partei Kubas (PCC) war, Mitarbeiter im Außenministerium. In den folgenden Jahren nahm er dort zunehmend führende Positionen ein und war zugleich Mitbegründer der Nationalen Revolutionären Milizen (Milicias Nacionales Revolucionarias), des Verbandes der jungen Rebellen (Asociación de Jóvenes Rebeldes) sowie der Komitees zur Verteidigung der Revolution (Comités de Defensa de la Revolución).
Bereits 1965 wurde er zum Botschafter ernannt und war als solcher nicht nur in verantwortlichen Positionen im Staatlichen Komitee für wirtschaftliche Zusammenarbeit (Comité Estatal de Colaboración Económica), sondern auch beim Ministerpräsidenten sowie in den Ministerien für Auslandsinvestitionen (Ministro de la Inversión Extranjera) und wirtschaftliche Zusammenarbeit (Ministro de la Colaboración Económica) tätig.
Als Botschafter vertrat er zwischenzeitlich die Interessen Kubas in Bulgarien, der Tschechoslowakei sowie in Japan. Daneben war er nach dem Erwerb eines Lizenziats in Wirtschaftswissenschaften 1978 auch Vizerektor des Instituts für Internationale Beziehungen „Raúl Roa García“.
Seit 2006 war er schließlich bis zu seinem Tode Botschafter in Schweden und als solcher zugleich auch in Island akkreditiert.